# Taphnis
Taphnis, ou Tell Defenneh, est à 13,5 kilomètres à l'ouest du canal de Suez près de la ville d'El Qantara et à 19 km au nord est d'el-Salihièh (antique Phacusa). C'était une ancienne cité pharaonique et une place forte.
L'autre nom « Daphnes » de la ville vient du grec « δάφνη », le laurier. En hébreu elle se nomme Takhpankhes / Takhpenes.
Taphnis eut son importance comme place forte quand les pharaons abandonnèrent Thèbes, leur capitale du Sud, pour construire la Thèbes du nord à Tanis. Il semble que Taphnis ne fut vraiment florissante qu'à la Basse époque sous les règnes de Psammétique Ier à Ahmôsis II (XXVIe dynastie).
Taphnis faisait alors partie du XIVe nome de la Basse-Égypte. Cette cité avait été construite sur une branche dérivée du Nil qui irriguait les champs situés entre Tanis et le désert oriental. Les constructeurs de Taphnis étaient essentiellement des Phéniciens recrutés par Pharaon pour surveiller les frontières de l'Égypte.
Selon le Livre de Jérémie, lors de l'invasion babylonienne et la destruction de Jérusalem (-587) un groupe de Judéens comprenant le prophète Jérémie s'y réfugie par crainte de la répression suivant le meurtre du gouverneur Guedalia (en). 
Malgré une destruction possible par Cambyse en -525, les Perses ont, comme à Éléphantine, conservé les implantations saïtes qui protégeaient la frontière face aux Arabes et aux Assyriens.
Le site est exploré en 1885-86 par Flinders Petrie. Il y trouve les ruines d'un ancien camp retranché et les restes d'une ville ainsi que des inscriptions et des tessons, surtout de style grec archaïques, aujourd'hui conservés au British Museum. L'origine de ces installations remonterait à la XIXe dynastie lorsque Psammétique Ier y installe des mercenaires. C'est à ce pharaon ainsi qu'à ses successeurs saïtes jusqu'à Ahmôsis II, que se rapportent la plupart des inscriptions trouvées sur place.

## Sources bibliographiques
- Jean-Yves Carrez-Matratray, Dictionnaire de l'Antiquité, article Dafenneh, Paris, P.U.F., 2005 ;
- Jean-Yves Carrez-Matratray, Péluse et l'angle oriental du delta égyptien aux époques grecque, romaine et byzantine, Le Caire, 1999 ;
- Dominique Valbelle, Les Neuf Arcs, Paris, A. Colin, 1990.